# Indokínai háború
Az indokínai háború vagy első indokínai háború 1946. december 19. és 1954. augusztus 1. között tartott a francia gyarmati hadsereg és a Hồ Chí Minh vezetése alatt álló Việt Minh („Liga Vietnám Függetlenségéért”) csapatai között.
A harcok elsősorban Vietnám északi vidékein folytak, de a konfliktus kiterjedt az ország egészére és a szomszédos Laosz és Kambodzsa területére is.

## Története
1940-ben Franciaország német megszállás alá került, ez pedig Japánnak ürügyül szolgált, hogy megszállja Indokínát, délen pedig a hollandok uralta Holland Kelet-Indiát (ma Indonézia). A japán megszállók ellen hamar kibontakozott a fegyveres harc, ebből kivette a részét maga a Việt Minh is. Az elfogott ellenállókkal a japánok kegyetlenül elbántak, de a felkelések egyre csak erősödtek és a háborús vereség következtében Japán kiszorult a térségből. A második világháború után a franciák vissza akartak térni a gyarmatra, mire új ellenállás bontakozott ki. A Việt Minh 1946-ban felkelést indított a francia gyarmati hatóságok ellen. Miután a kínai kommunisták elérték Vietnám északi határát, az első néhány év alacsony intenzitású gerillaháborúja 1949-re átadta a helyét két, modern fegyverekkel felszerelt hadsereg hagyományos háborújának. 
Mindkét oldalon nagy erők küzdöttek: az indokínai felkelőket számos kínai önkéntes is segítette, míg a franciák bevetették a híres idegenlégiót, illetve rengeteg afrikai katonát vezényeltek Délkelet-Ázsiába. Köztük volt Jean-Bédel Bokassa, aki később a független Közép-Afrika vezetője (utóbb császára) lett. Hét évnyi véres harc után a Võ Nguyên Giáp tábornok vezetése alatt álló Việt Minh döntő csapást mért a francia erőkre a Điện Biên Phủ-i csatában.
1954-re az indokínai háború népszerűtlenné vált a francia lakosság körében, ám Franciaország belpolitikai helyzete miatt nem tudott elszakadni a konfliktusból. Az Amerikai Egyesült Államok politikai és pénzügyi támogatást nyújtott Franciaországnak, 1954-re már a költségek 80%-át vállalva magára. A Việt Minh állásainak bombázásához az Egyesült Államok biztosította a légierőt, ám a gépeket természetesen francia pilóták vezették. Az amerikai támogatás oka a Việt Minh erős kommunista jellege, valamint a felkelőknek Kínától és a Szovjetuniótól való támogatottsága. Ennek ellenére a francia diplomácia többet próbált kiprovokálni: nyílt amerikai fegyveres beavatkozást, de ettől az amerikaiak elzárkóztak. A kínaiaktól kapott, egyre nagyobb fegyverszállítmányoknak köszönhetően a Việt Minh modern haderőt épített ki, amellyel a gyarmati erők már nem boldogultak. Az amerikaiaknak 1950 és 1953 között más gondjuk is volt, mégpedig a koreai háború, amely szintén nem tette lehetővé, hogy amerikai csapatok akkor részt vegyenek az indokínai háborúban.
A háború után az 1954. július 21-én megtartott genfi konferencia során Vietnámot ideiglenesen két részre osztották a 17. szélességi kör mentén. Északon megalakult a Việt Minh ellenőrzése alatt álló, Ho Si Minh vezette Vietnámi Demokratikus Köztársaság.
A Bảo Đại császár vezette déli országrészben Ngô Đình Diệm miniszterelnök ragadta magához a hatalmat és kikiáltotta a Vietnámi Köztársaságot. Megtagadta a békeszerződés alapján 1956-ra kitűzött országos választások megtartását, ami a vietnámi háború kitöréséhez vezetett.